# Summer Song
"Summer Song" é uma canção de rock instrumental do guitarrista virtuoso estadunidense Joe Satriani, gravada pela primeira vez no álbum The Extremist e lançada com single em 1992.
Desde que foi lançada, tornou-se um clássico. Ela já foi usada como vinheta de vários comerciais, também está inclusa na trilha sonora de 2 jogos eletrônicos: Formula 1, do playstation em 1996,[carece de fontes?] e Gran Turismo 4, de 2004, e também é usada como vinheta de vários programas, como o radio show Dave, Shelly, and Chainsaw, da estação Jack 100.7 FM, de San Diego, na Califórnia.
É, até hoje, a música de Rock Instrumental que atingiu a posição mais alta na "Billboard Hot Mainstream Rock Tracks", com a 5a posição.
A princípio, a música se chamaria "A Door Into Summer"; porém, Satriani decidiu mudá-la depois que um dos produtores da gravadora falou, ao escutar a música: "If I could just have that one Summer Song..." (em português, algo como "Se eu pudesse ouvir novamente aquela música de verão..."). Em 2013, o primeiro single do álbum Unstoppable Momentum foi uma música chamada "A Door Into Summer".

## Faixas do Single

### Edição Européia (maxi CD single)
1. "Summer Song" (7" Edit)
2. "Summer Song" (album Version)
3. "Banana Mango" (version 2) (rough Mix)[5][6]

### Edição Australiana
1. Summer Song (7" edit)
2. Why

## Gravações
Abaixo encontra-se a tabela de onde a música é encontrada, e em qual versão.
| Ano  | Versão         | Álbum                                   | Formato          | Duração  |
| ---- | -------------- | --------------------------------------- | ---------------- | -------- |
| 1992 | EP Promocional | The Extremist                           | Vinil            | 6:01 min |
| 1992 | Estúdio        | The Extremist                           | CD               | 5:00 min |
| 1993 | Videoclipe     | The Satch Tapes                         | VHS / DVD (2003) | 5:10 min |
| 1993 | Ao vivo        | Time Machine                            | CD               | 5:01 min |
| 1997 | Ao vivo        | G3: Live in Concert                     | CD/DVD           | 6:28 min |
| 2001 | Ao vivo        | Live in San Francisco                   | CD/DVD           | 8:45 min |
| 2003 | Estúdio        | The Electric Joe Satriani: An Anthology | CD               | 5:00 min |
| 2006 | Ao vivo        | Satriani Live!                          | CD/DVD           | 9:11 min |
| 2010 | Ao vivo        | Live in Paris: I Just Wanna Rock        | CD/DVD           | 8:05 min |
| 2012 | Ao vivo        | Satchurated: Live in Montreal           | CD/DVD/Blu-Ray   | 8:27 min |

## Prêmios e Indicações
| Ano  | Versão                                   | Prêmio        | Indicação                          | Ranking  |
| ---- | ---------------------------------------- | ------------- | ---------------------------------- | -------- |
| 1998 | Versão Ao vivo do CD G3: Live in Concert | Grammy Awards | Best Rock Instrumental Performance | Indicado |

## Paradas Musicais
| Ano  | Álbum         | Ranking                              | Posição |
| ---- | ------------- | ------------------------------------ | ------- |
| 1992 | The Extremist | Billboard Hot Mainstream Rock Tracks | #5      |